# Диого, Виктор
Ви́ктор У́го Дио́го (исп. Víctor Diogo; родился 9 апреля 1958, Трейнта-и-Трес) — уругвайский футболист, выступавший на позиции полузащитника.

## Биография
Футбольную карьеру начал в клубе «Пеньяроль» в 1978 году. В составе клуба становился четырёхкратным чемпионом Уругвая (1978, 1979, 1981, 1982), дважды доходил с «Пеньролем» до полуфинала кубка Либертадорес в 1979 и 1981 году. В 1982 году выигрывал кубок Либертадорес и Межконтинентальный кубок.
В 1984 году перешёл бразильский «Палмейрас». В 1986 году стал серебряным призёром чемпионата штата Сан-Паулу. Завершил карьеру в 1989 году в возрасте 31 года.
За национальную сборную Уругвая дебютировал 20 сентября 1979 года в матче кубка Америки 1979 против сборной Парагвая, завершившийся вничью 0:0. В 1983 году Диого стал чемпионом Южной Америки, его сборная в двухматчевом противостоянии переиграла сборную Бразилии с общим счётом 3:1. В первом матче, который завершился победой Уругвая со счётом 2:0, Виктор Диого забил гол на 80-й минуте. В 1986 году Диого в составе сборной участвовал на Чемпионате мира в Мексике, где его сборная смогла дойти до 1/8 финала. Всего с 1979 по 1986 год Диого провёл за сборную 34 матча и забил 1 мяч.
Сын Виктора Карлос Диого — также профессиональный футболист, участник Кубков Америки 2004 и 2007 годов в составе сборной Уругвая.

## Достижения
- Чемпион Уругвая: 1978, 1979, 1981, 1982
- Обладатель кубка Либертадорес: 1982
- Обладатель Межконтинентального кубка: 1982
- Обладатель кубка Америки: 1983
- Серебряный призёр чемпионата штата Сан-Паулу: 1986